# الکس اسمیت (بازیکن فوتبال، زاده ۱۹۱۵)
الکس اسمیت (انگلیسی: Alex Smith؛ زادهٔ ۱۷ ژانویهٔ ۱۹۱۵) بازیکن فوتبال، و سرمربی اهل بریتانیا است.
از باشگاه‌هایی که در آن بازی کرده‌است می‌توان به باشگاه فوتبال لیورپول اشاره کرد.